# Karl-Heinz Dickmann
Karl-Heinz Dickmann (* 1949 in Düsseldorf) ist ein deutscher Schauspieler.

## Leben
Nach Ende seiner schulischen Ausbildung absolvierte Dickmann ein Studium der Philologie, das er mit einem Staatsexamen für das Lehramt erfolgreich abschloss. Vom Mai 1979 bis August 1985 nahm er privaten Schauspielunterricht und hatte bereits 1984 sein Debüt in der Fernsehserie Vorsicht Falle! Als Theaterschauspieler erhielt er 2009 sein erstes Engagement in Lutz Hübners Theaterstück „Blütenträume“ im Grenzlandtheater Aachen.

## Filmographie
- 1984: Vorsicht Falle!
- 1986–1996: Lindenstraße
- 1989: Ein Fall für zwei
- 1994: Voll normaaal
- 1994: Die Gerichtsreporterin
- 1994: Farinelli, der Kastrat
- 1997: Frauenarzt Dr. Markus Merthin
- 1997: Das erste Semester
- 1997: Die drei Mädels von der Tankstelle
- 1997–1999: Verbotene Liebe
- 1998: Alarm für Cobra 11 – Die Autobahnpolizei
- 1999: Das Amt
- 2000: Stadtklinik
- 2000: Der Krieger und die Kaiserin
- 2001: Die Kumpel
- 2002: Feuer, Eis & Dosenbier
- 2003: Gott ist tot
- 2006: Lieben
- 2007: Speed Dating
- 2013: Aktenzeichen XY … ungelöst
- 2013: Hotel Alpenrot
- 2014: Ein Märchen von einer unmöglichen Stelle im Universum
- 2018: Beste Schwestern

## Hörspiele
- 1993: Werner Kentrat: Luwi Arndt – D’r treue Husar (Wellem Cürten) – Regie: Manfred Brückner (Original-Hörspiel, WDR)
- 1994: Fitzgerald Kusz: Let it be (Hans) – Regie: Gert Becker (auch Bearbeitung (Wort)); Dirk Goddar (WDR)

## Theatergraphie
- 2009: Geld anderer Leute von Jerry Sterner
- 2010: Alles was Recht ist von Gerolt Theobalt
- 2010: Reinhardt
- 2010: Das Leben des Galilei
- 2011: Dinner für Spinner
- 2011: Der Besuch der alten Dame
- 2012: Der Rosenkrieg
- 2013: Anna Karenina von Leo Tolstoi
- 2013: Die toten Augen von London von Edgar Wallace
- 2014:	Der Tartuffe von Molière
- 2015:	Der zerbrochne Krug von Heinrich Kleist
- 2015:	33 Variationen von Moisés Kaufman
- 2016:	Zauberhafte Zeiten
- 2016:	Die Kameliendame von A. Dumas fils
- 2017:	Miss Daisy und ihr Chauffeur von Alfred Uhry
- 2017:	Der Fall Luther von Karlheinz Komm
- 2018:	Drei Männer im Schnee
- 2018:	Die Pfarrhauskomödie
- 2019:	Arsen und Spitzenhäubchen